# Biserica romano-catolică din Olosig
Biserica Romano-Catolică din Olosig, cu hramul Sfântul Spirit, este un monument istoric și de arhitectură din Oradea, cod LMI BH-II-m-A-01044. Edificiul este situat pe strada Dunărea nr. 1, colț cu strada Republicii, în Olosig, vechiul cartier italian din Oradea.

## Istoric
Pe acest loc călugării franciscani au construit în perioada 1732-1743 o biserică și o mănăstire. Biserica a fost transformată în anul 1876 de Ferenc Knapp, care i-a adăugat turnul.
În perioada 1903-1905 a fost reconstruită nava bisericii și s-au construit și două turnuri secundare în stil eclectic după proiectul arhitectului Kálmán Rimanóczy (fiul). Din vechea biserică a rămas doar cripta și șase altare laterale, iar clădirea mănăstirii vechi face parte din spitalul militar.
Sărbătoarea de hram a bisericii este de Rusalii.

## Imagini din exterior

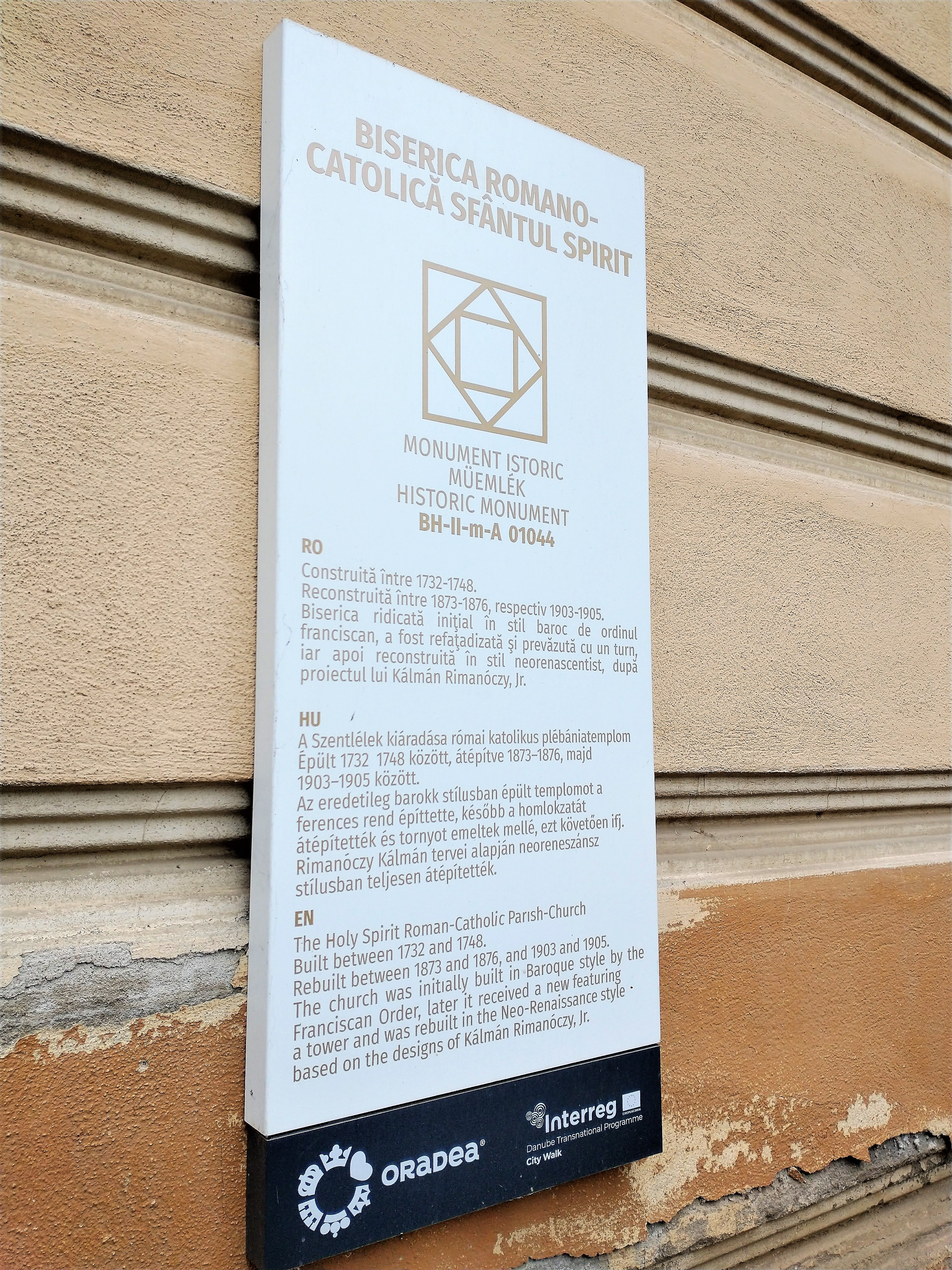
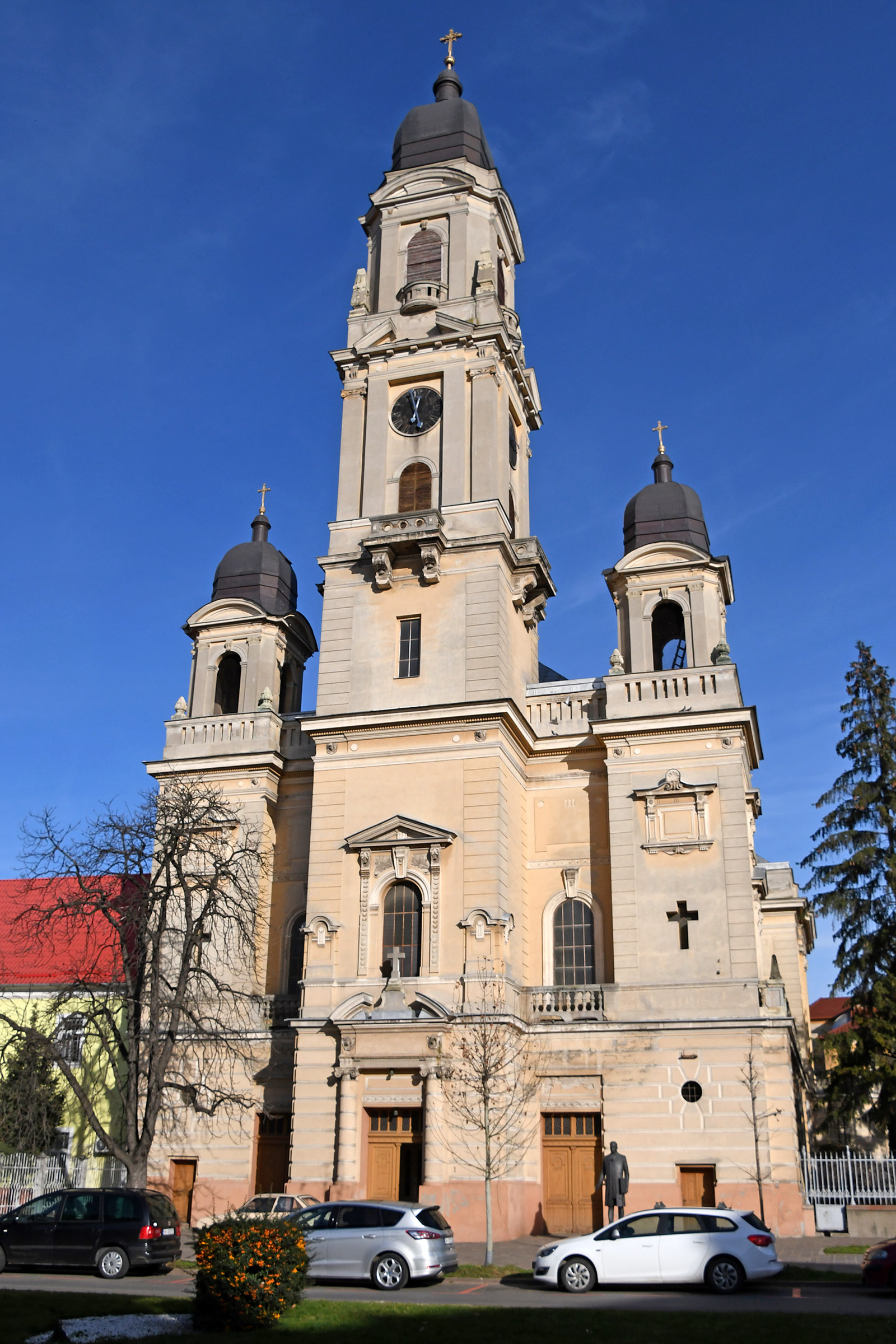
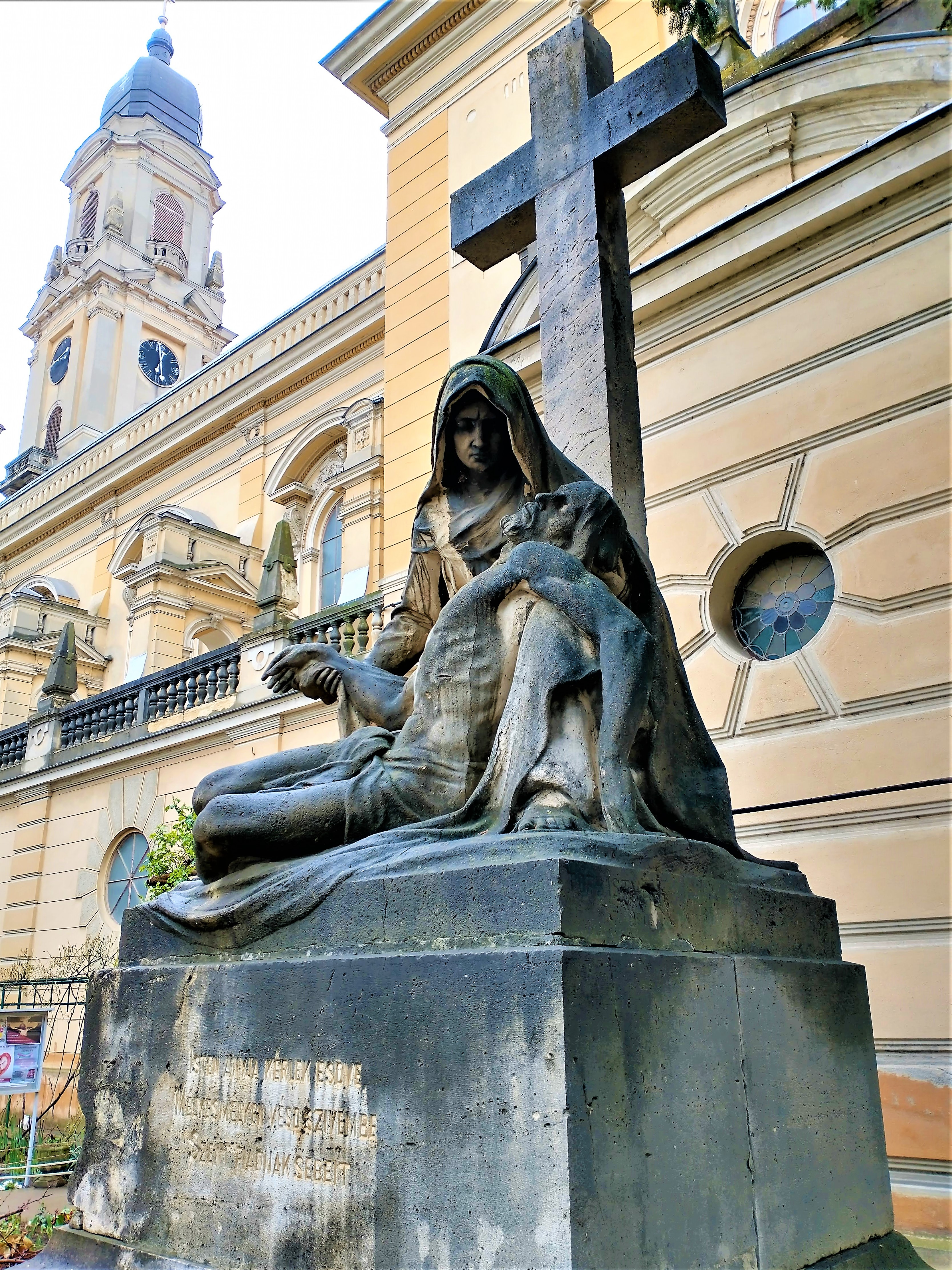
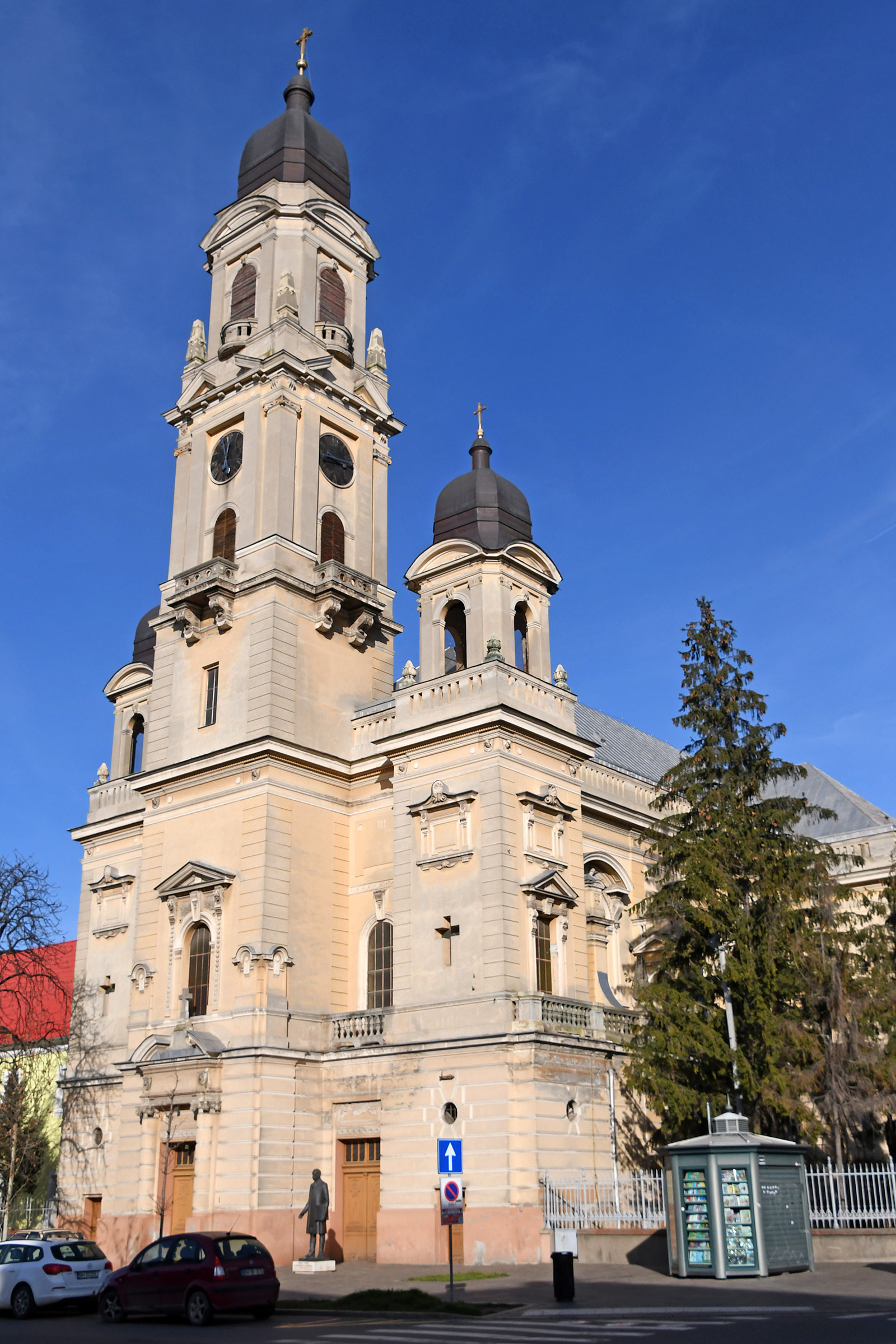
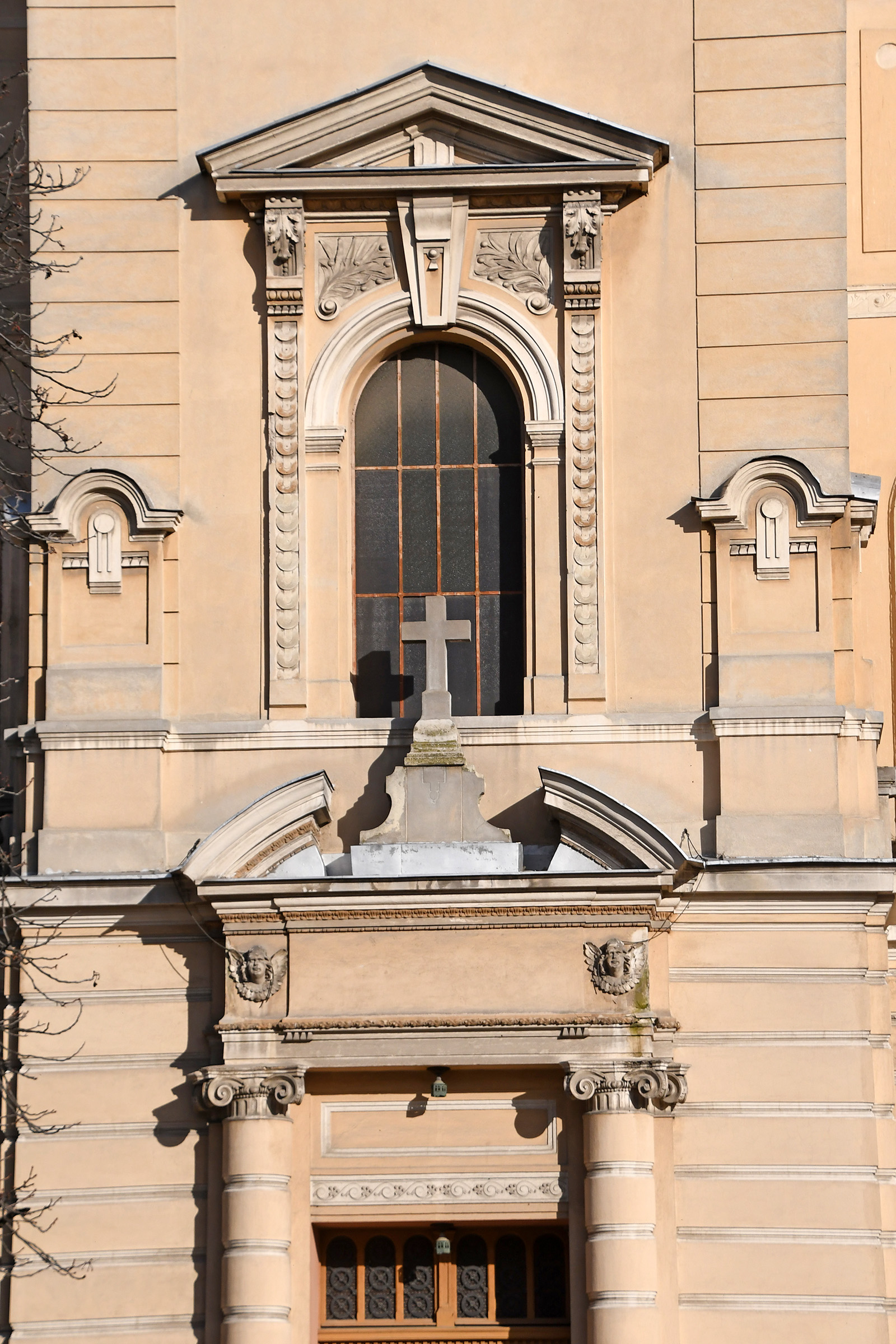
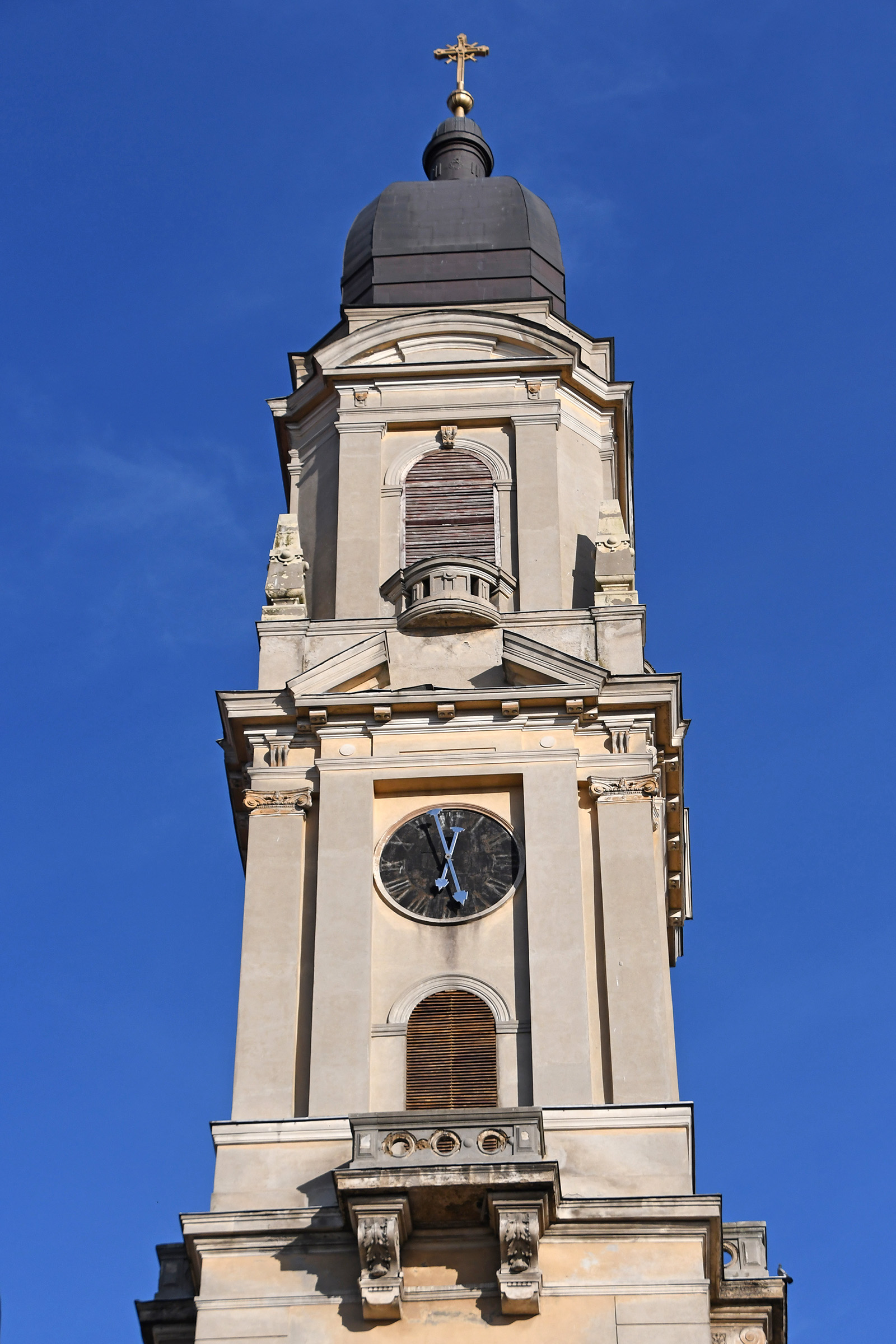
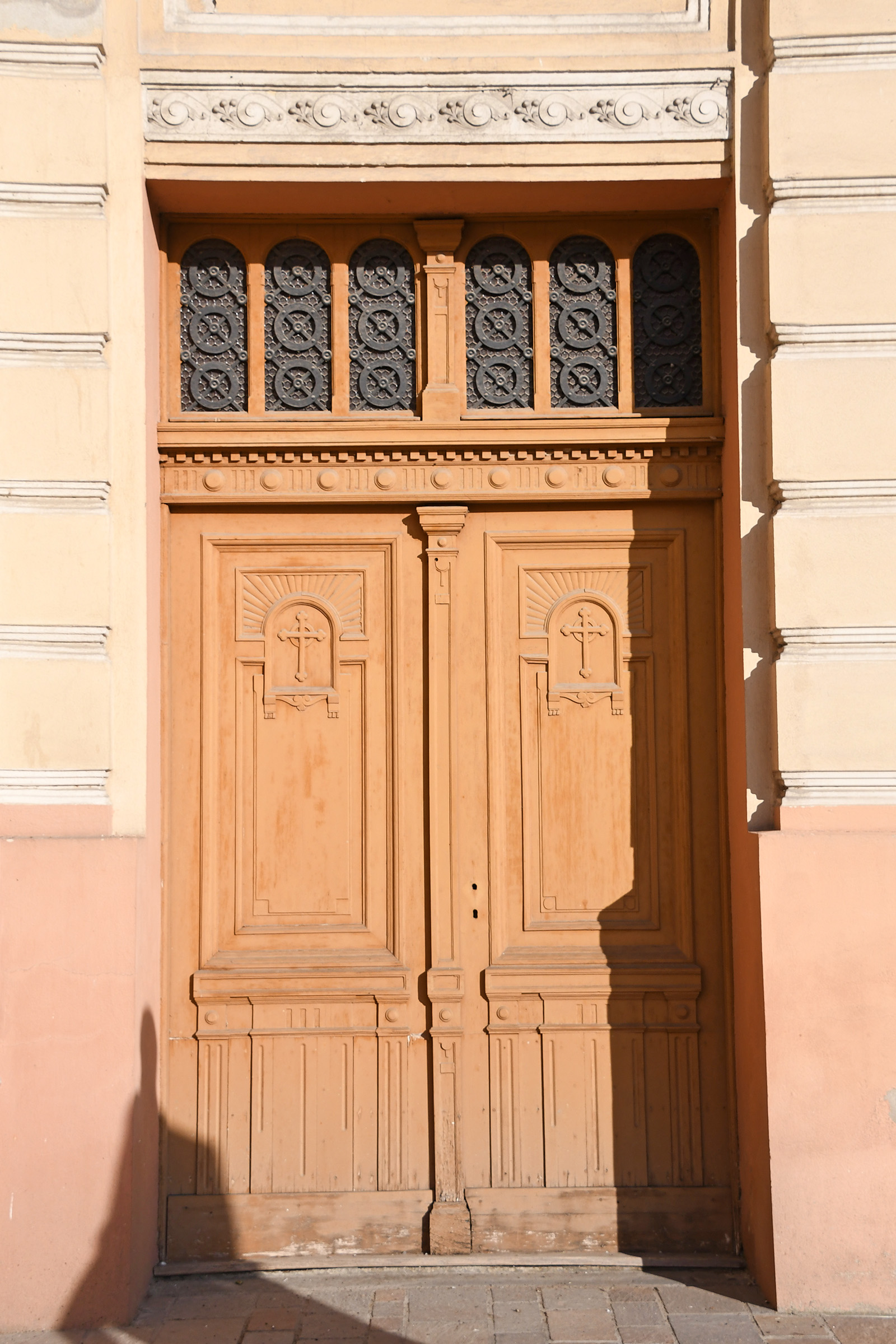
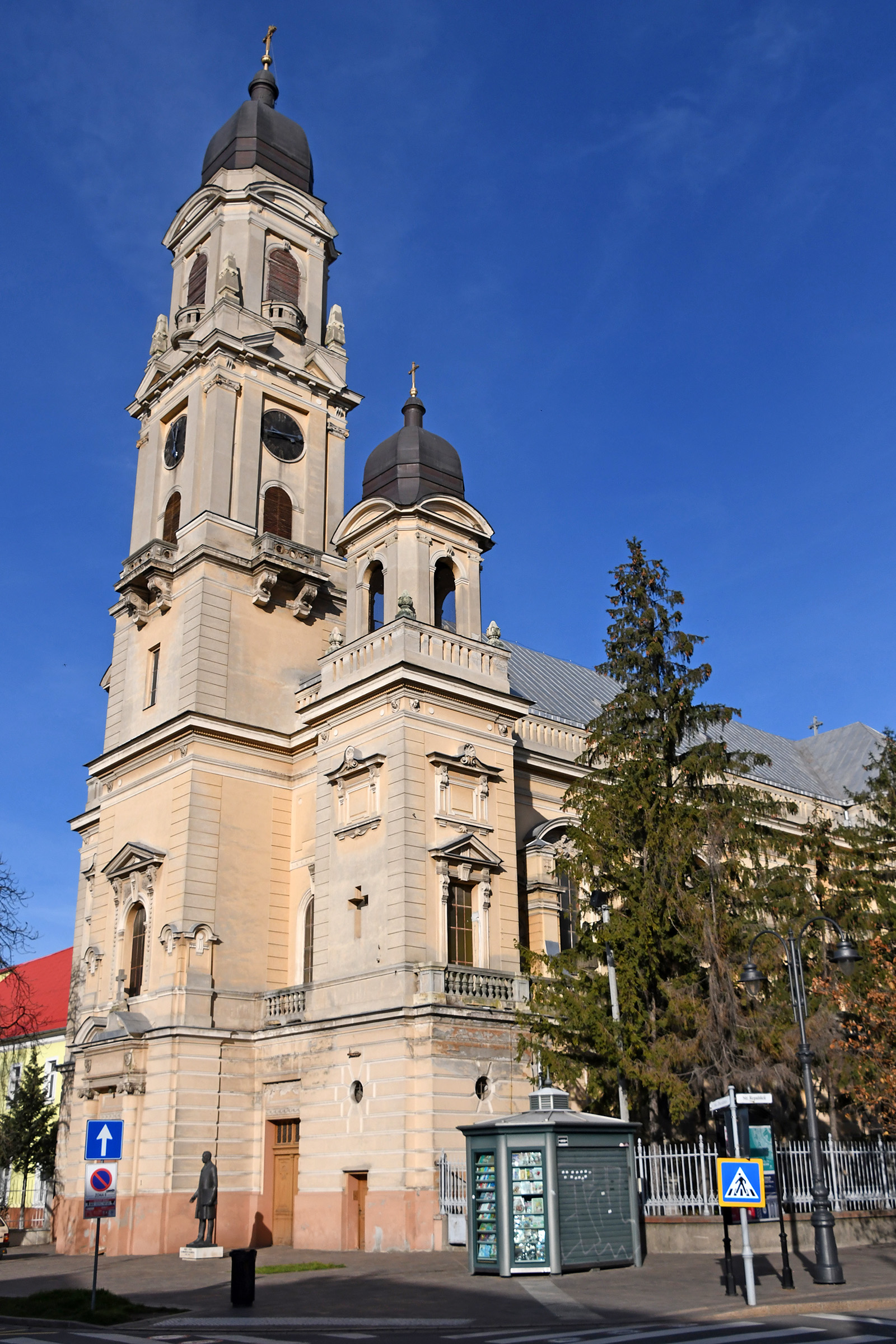

## Imagini din interior

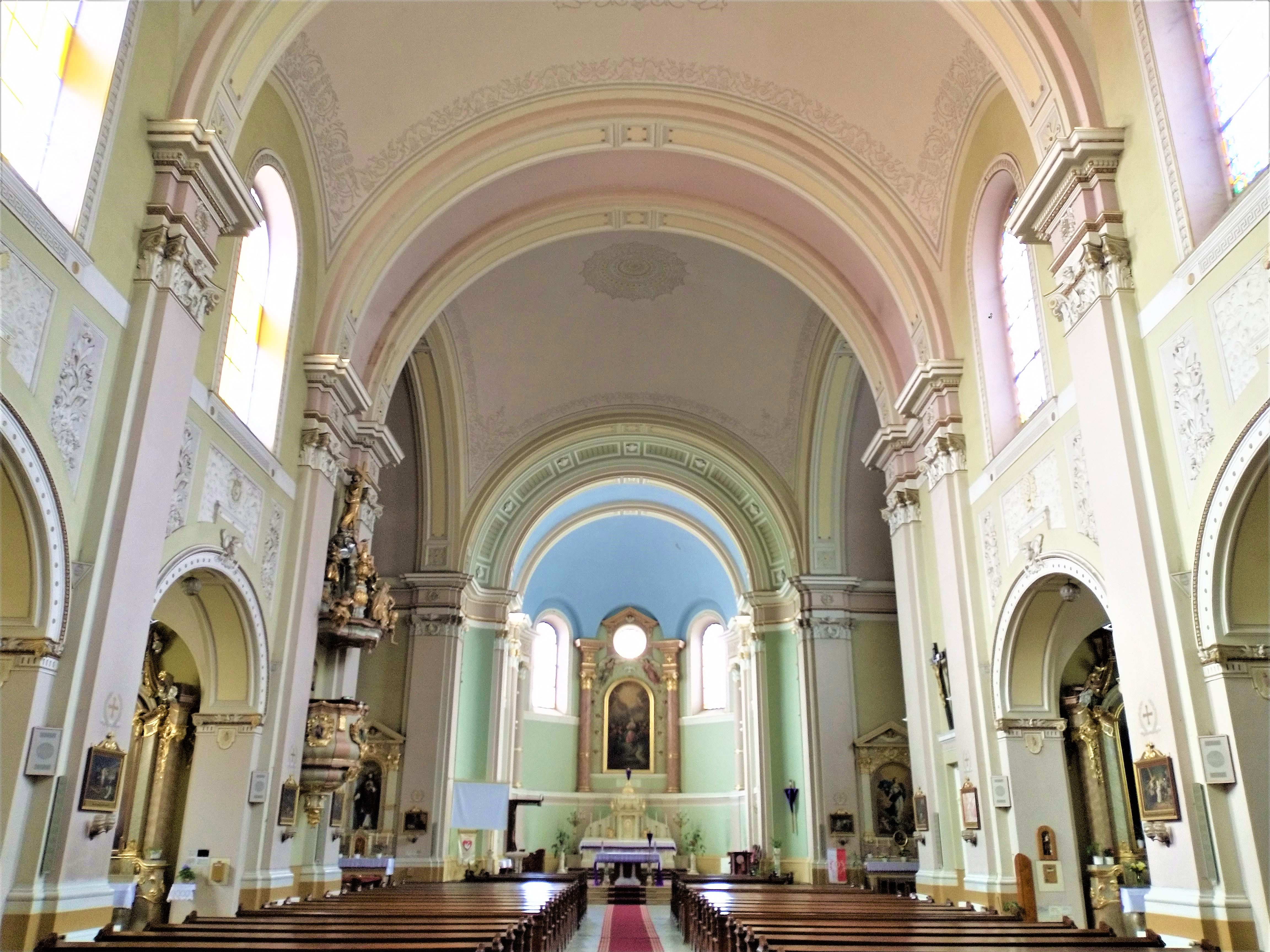
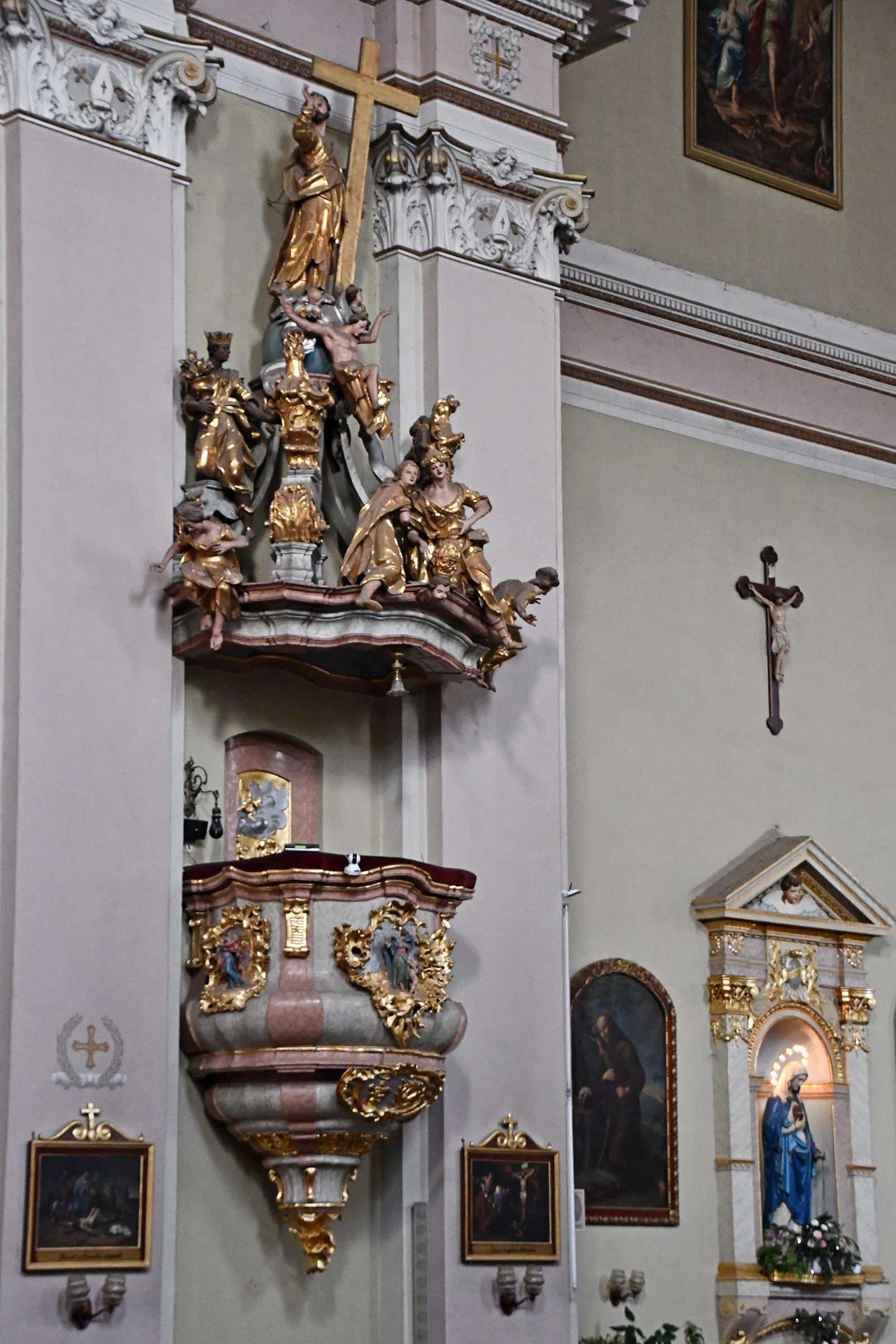
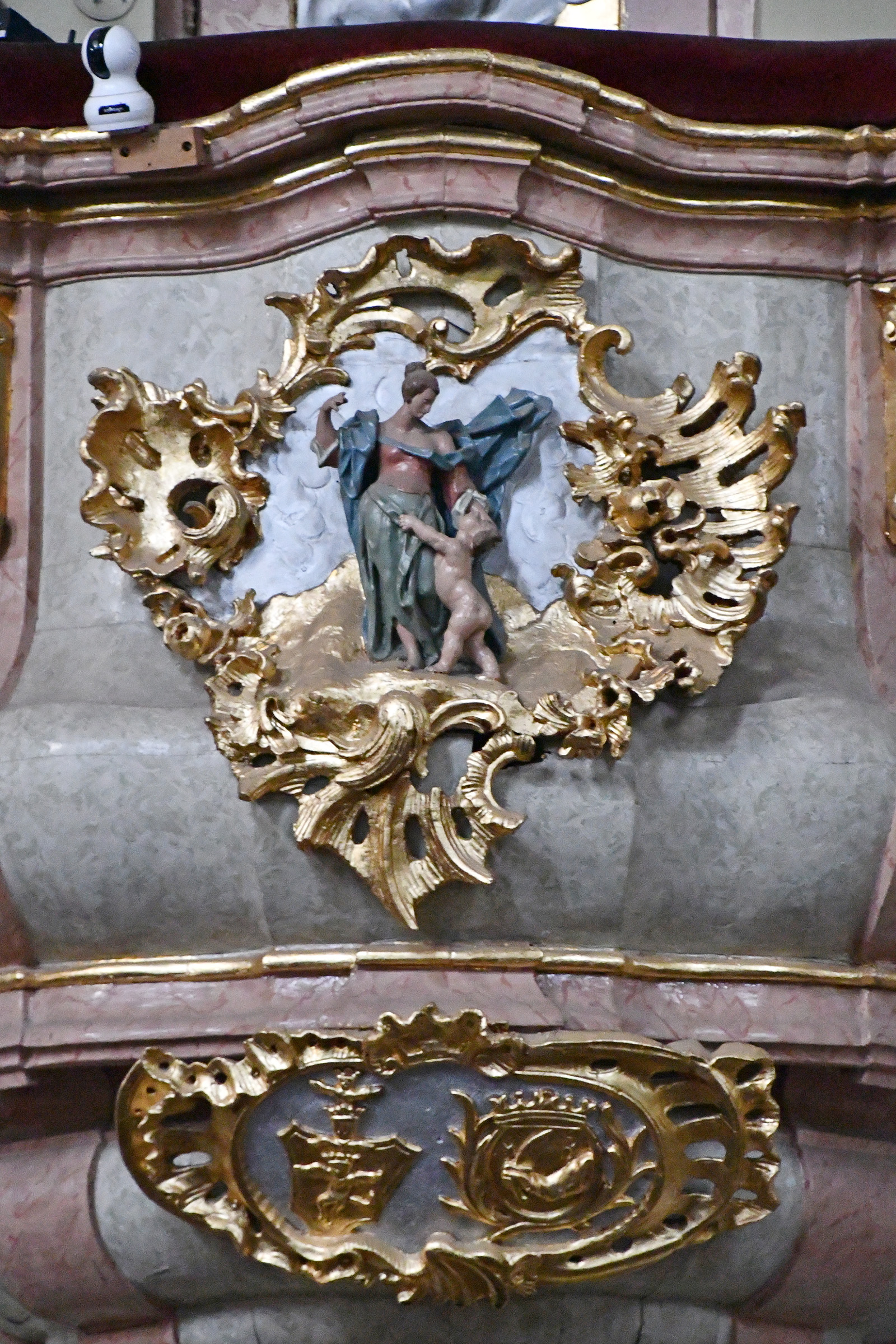
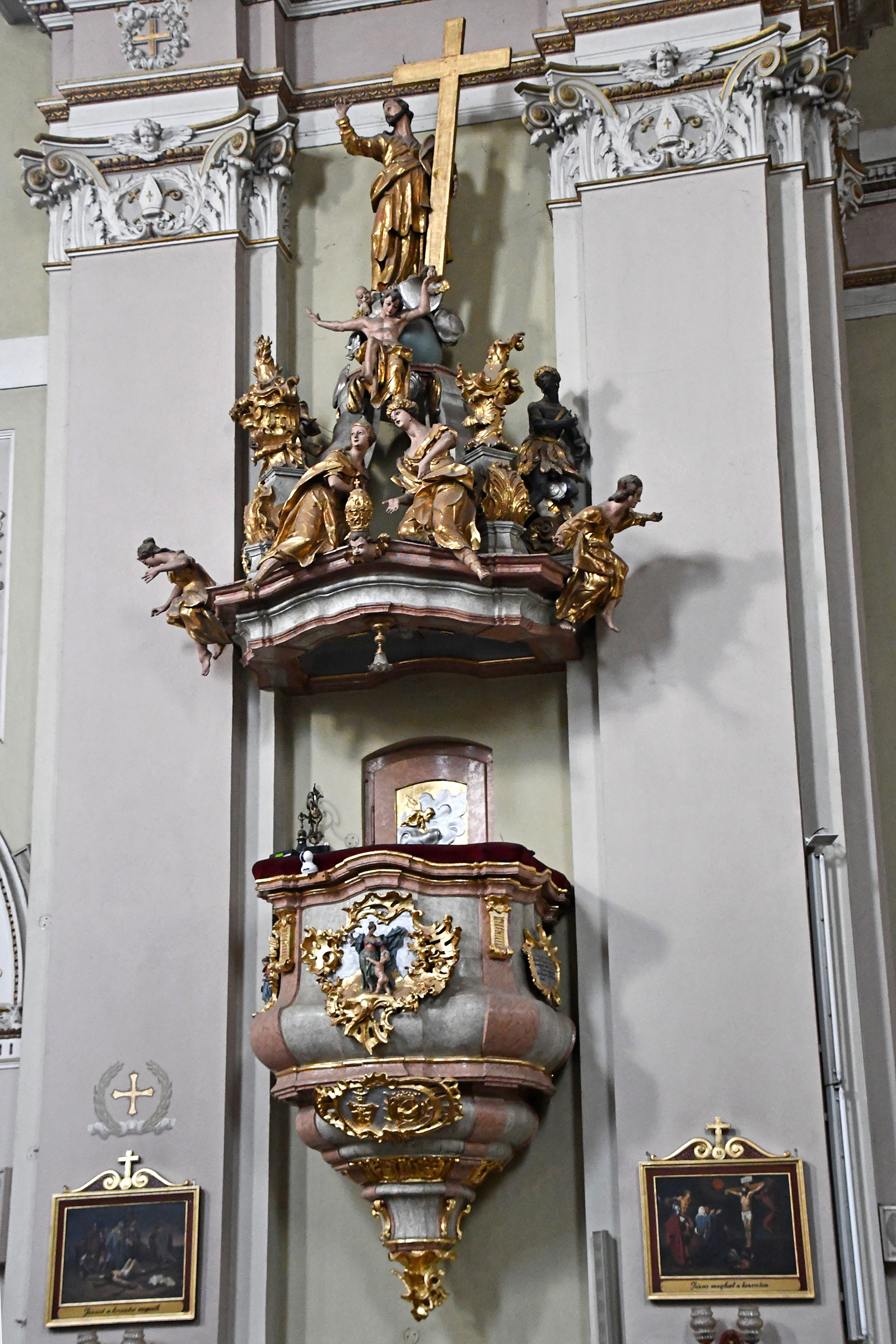
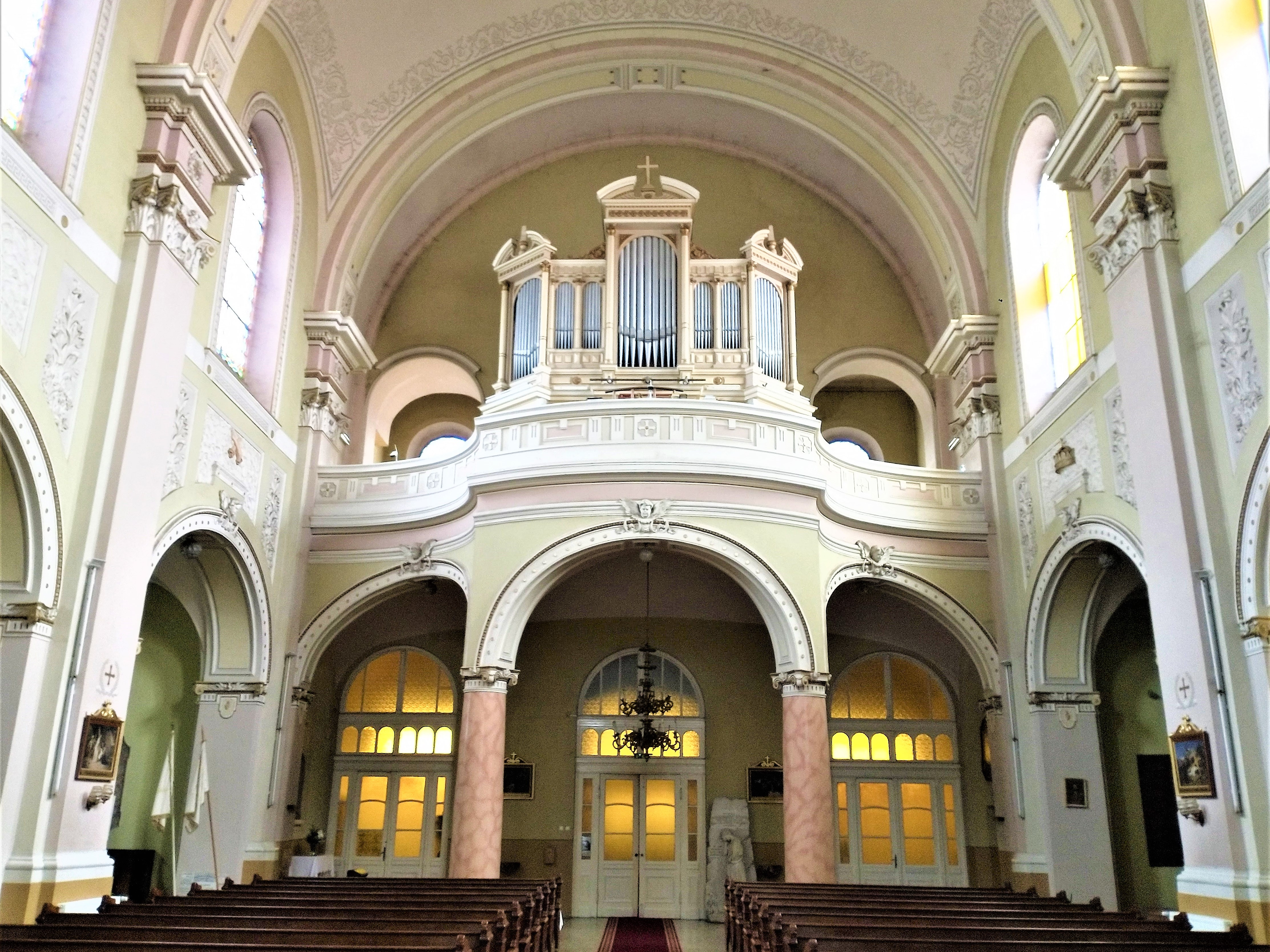
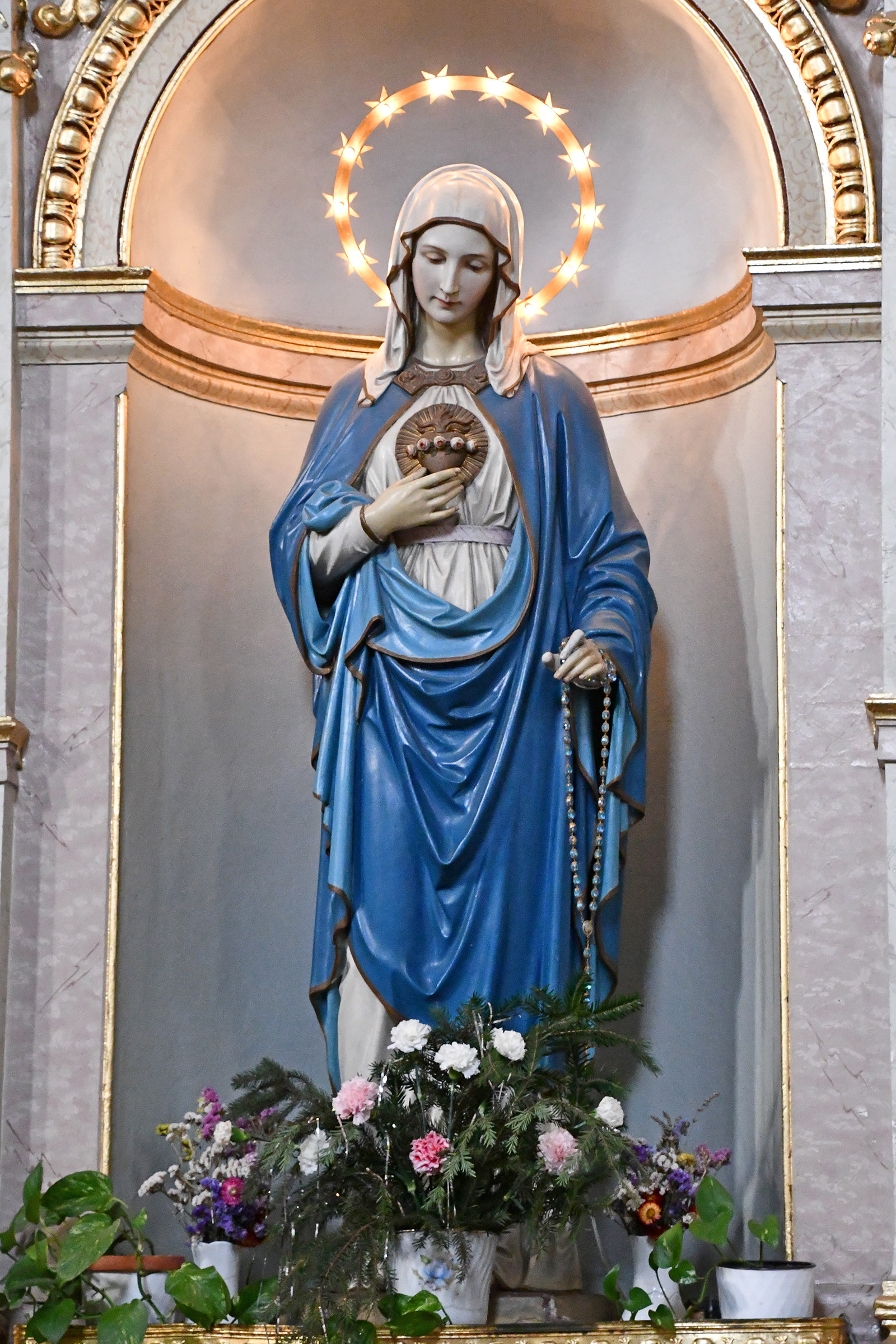
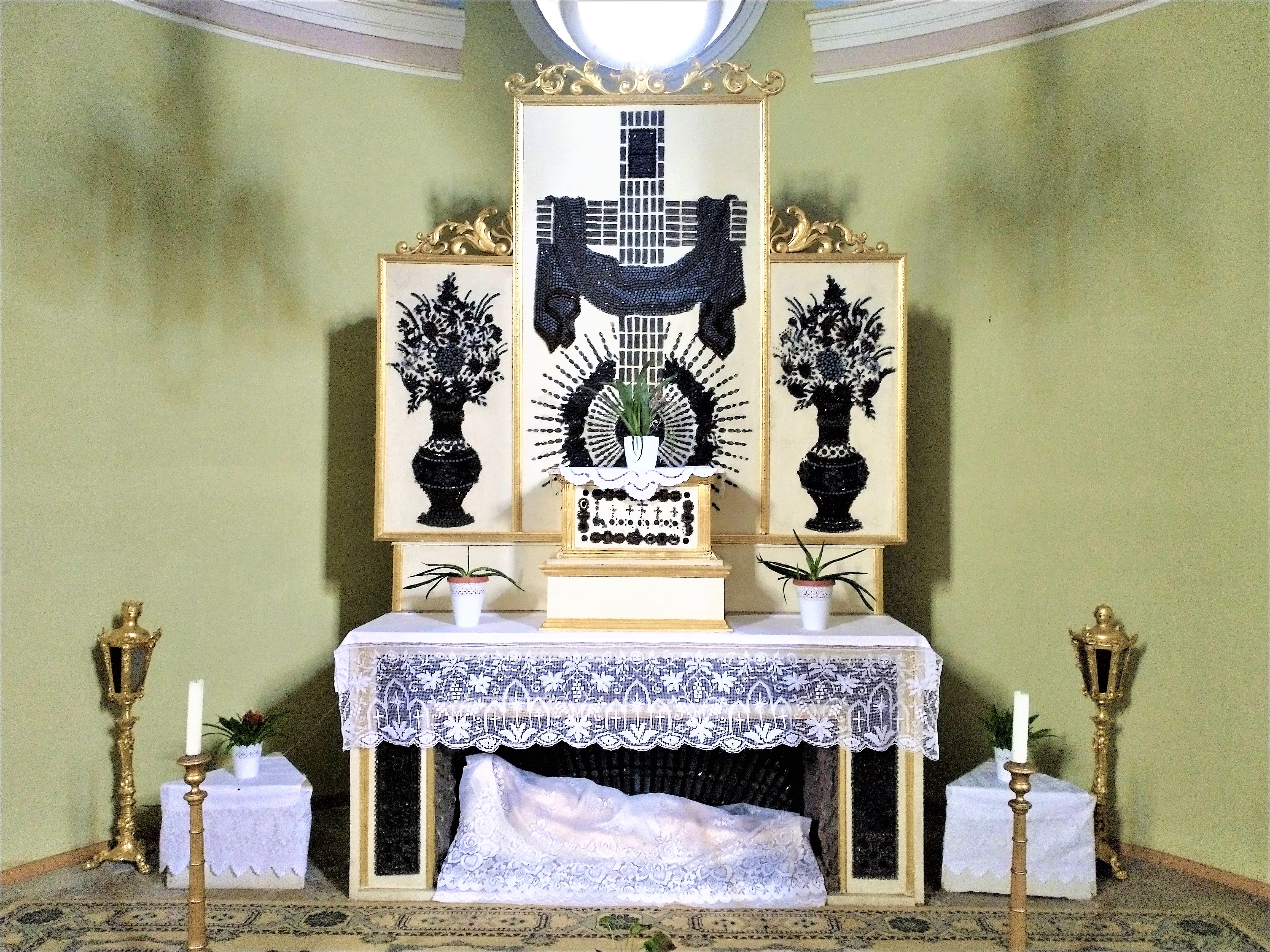
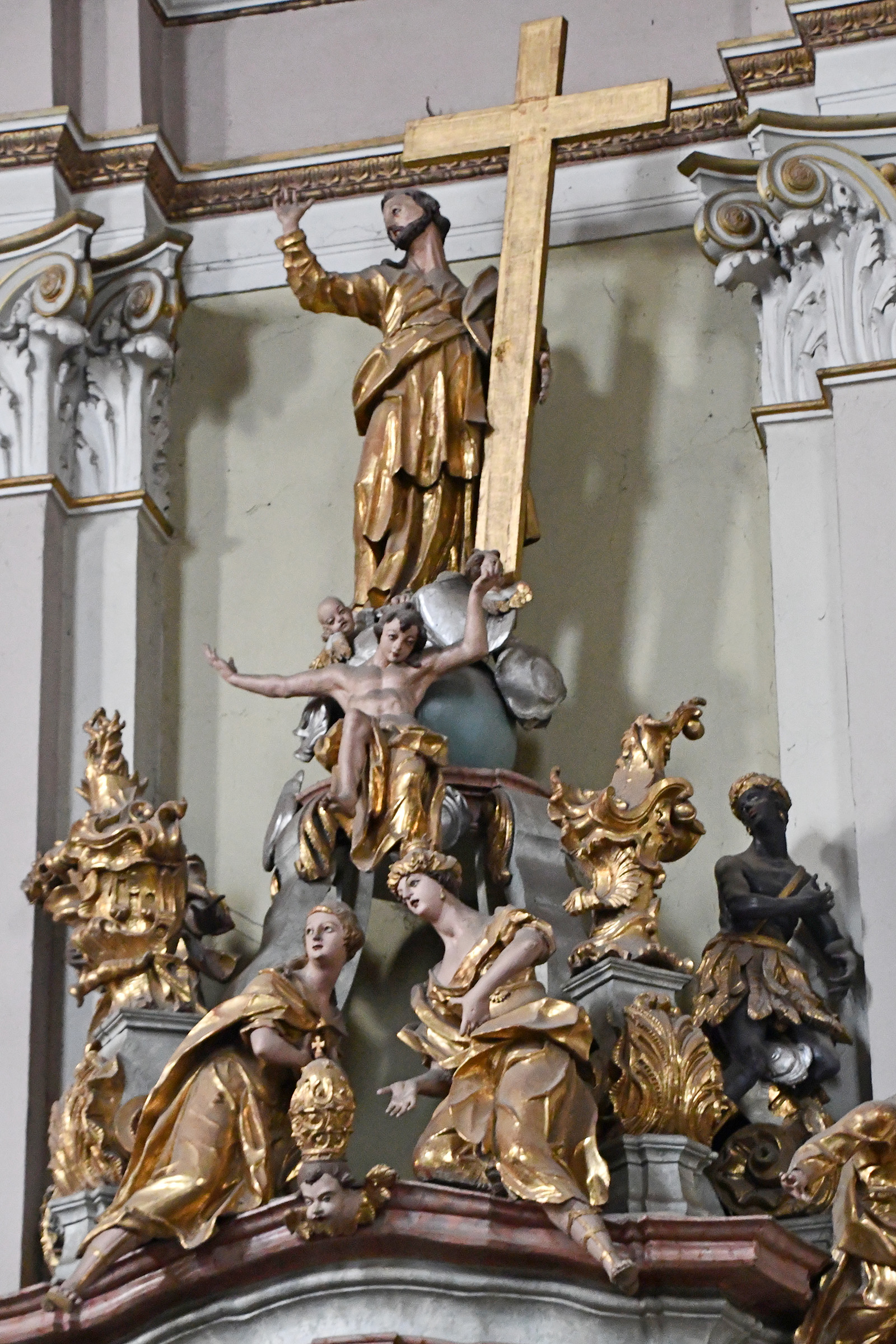
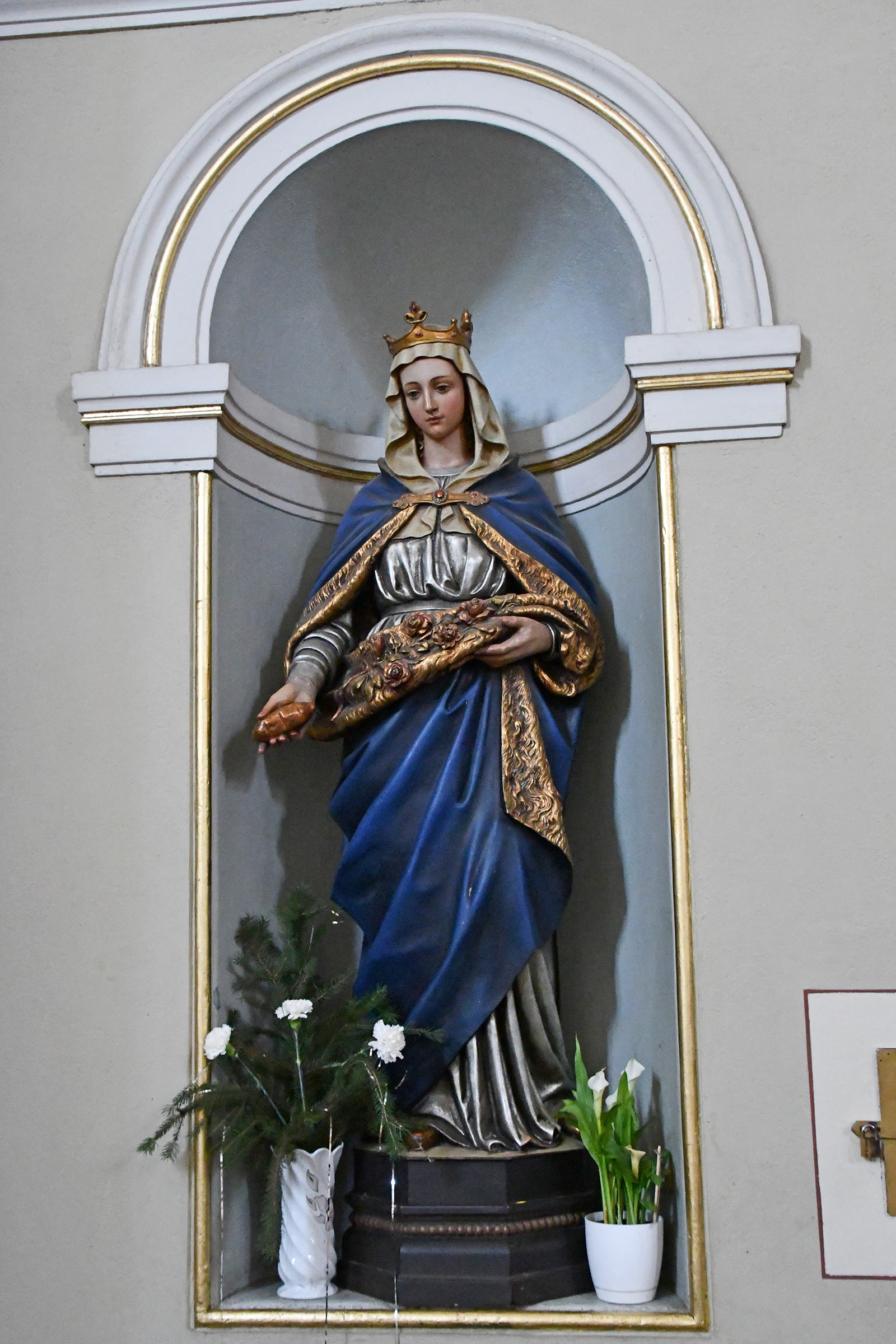
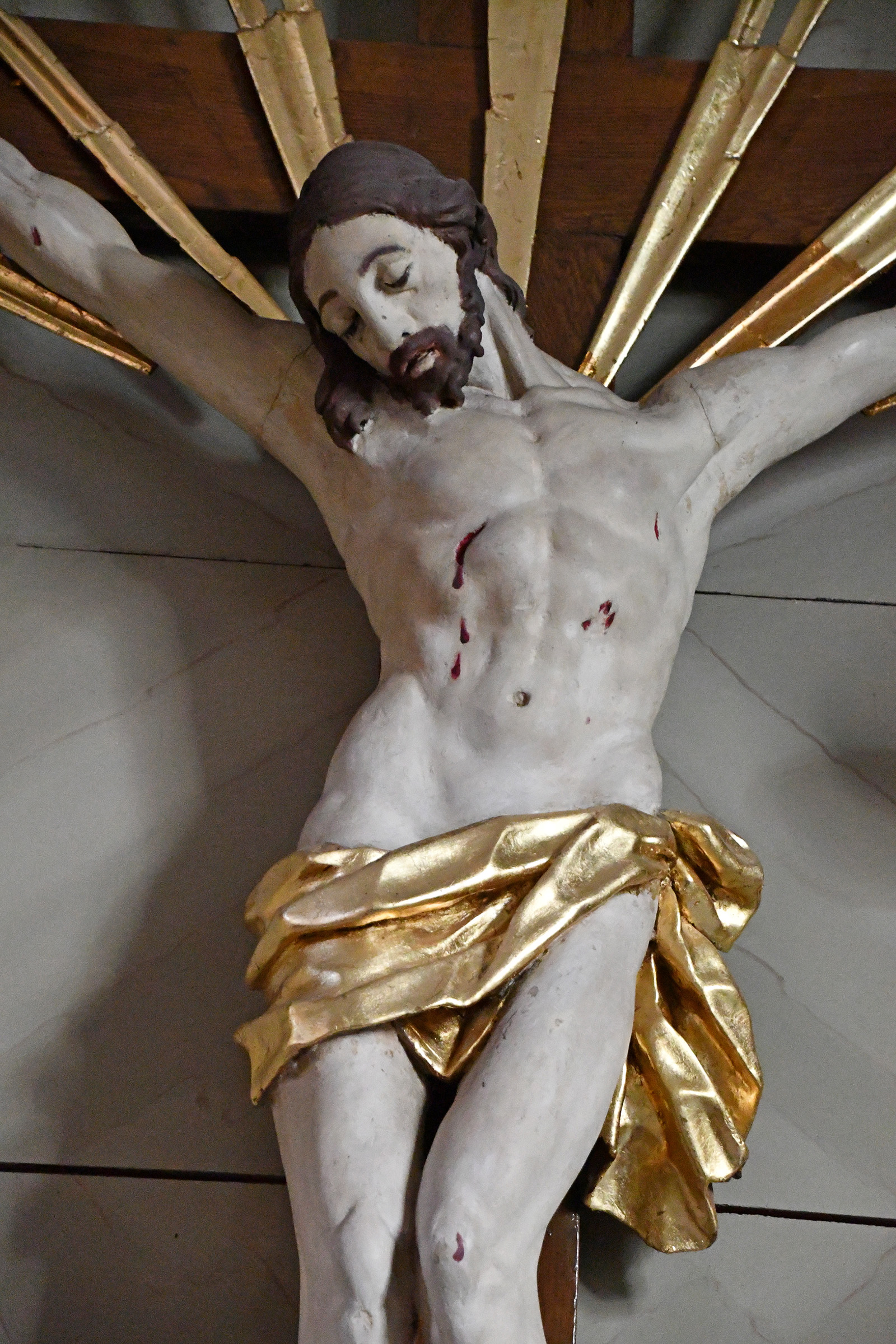
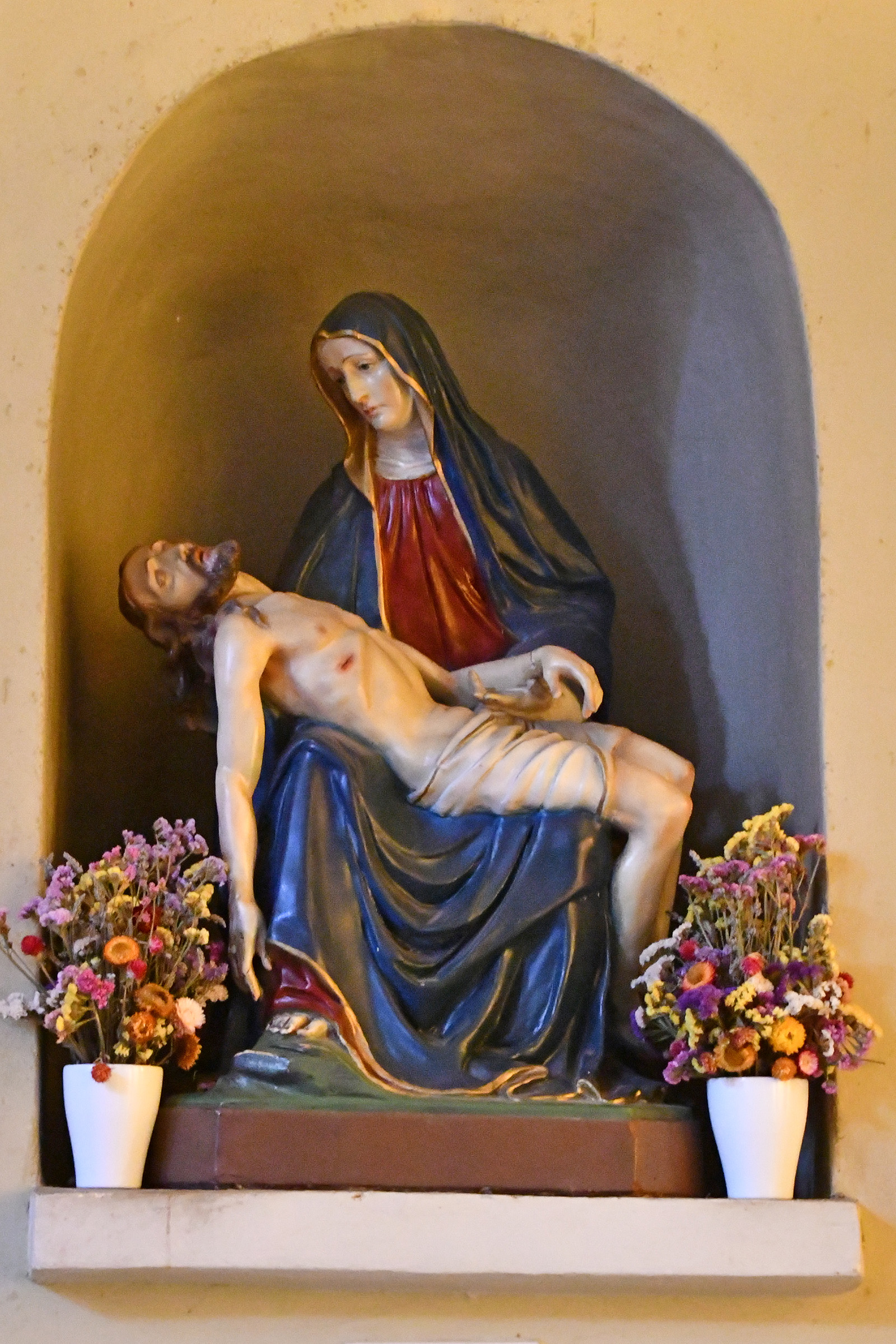
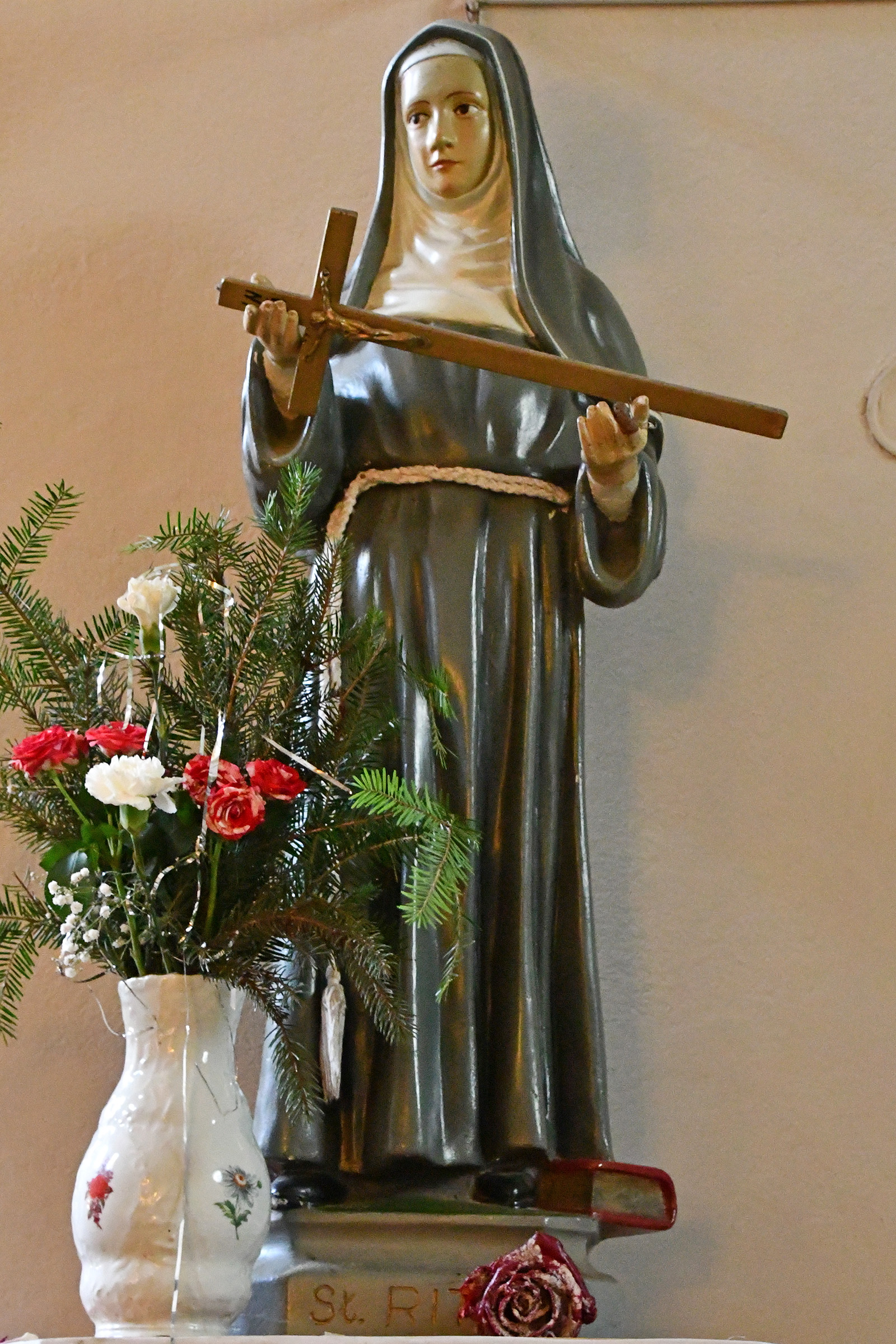
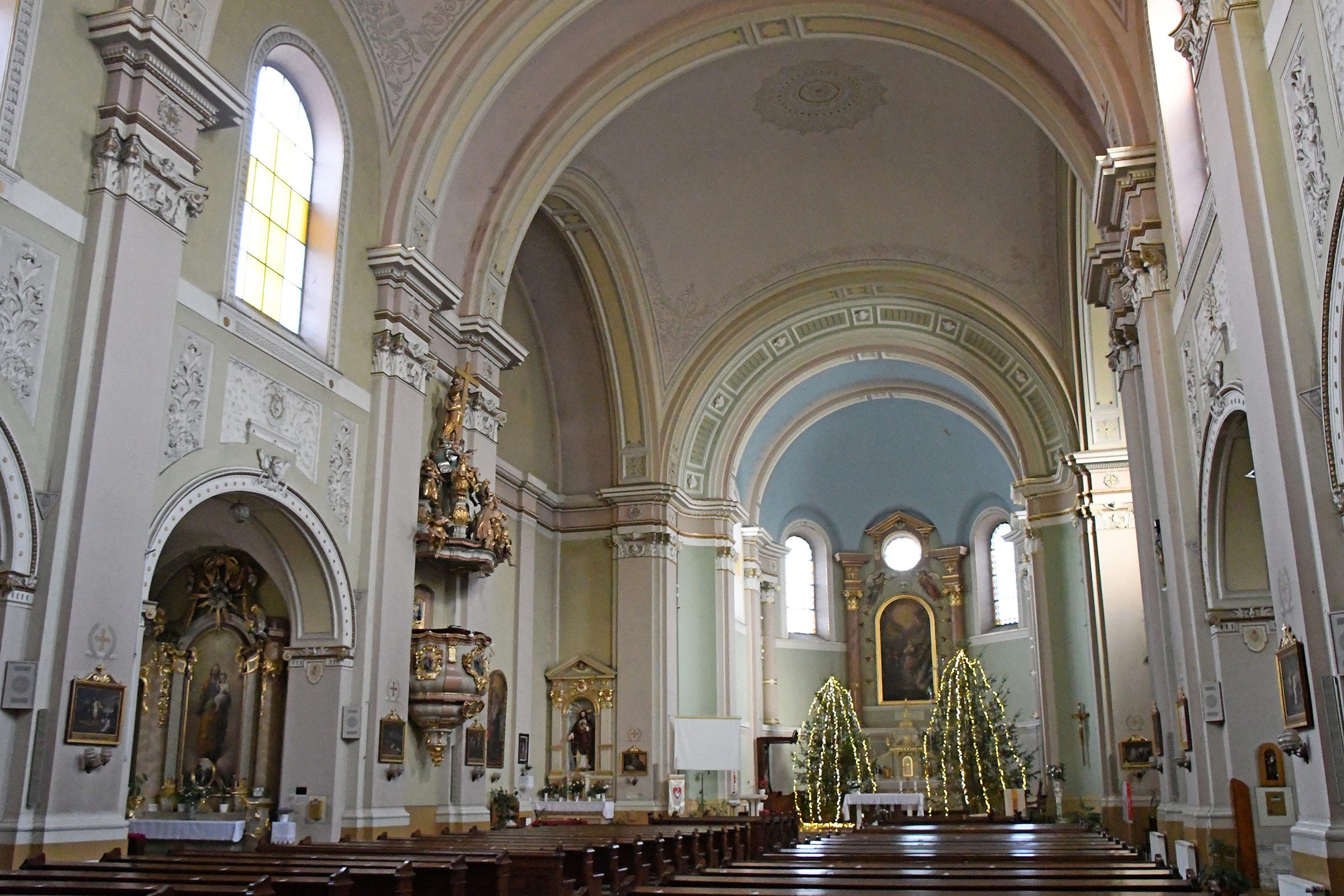
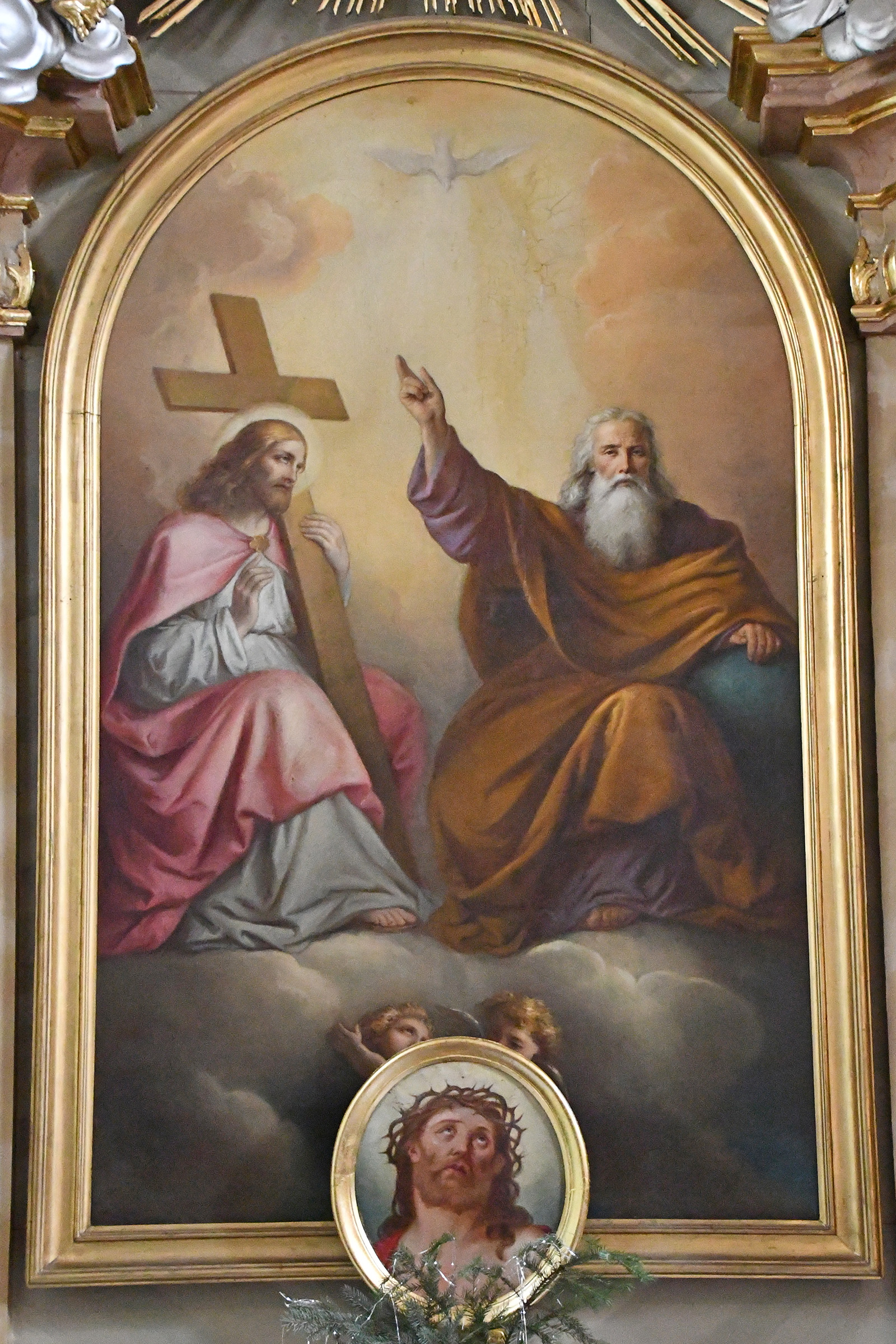
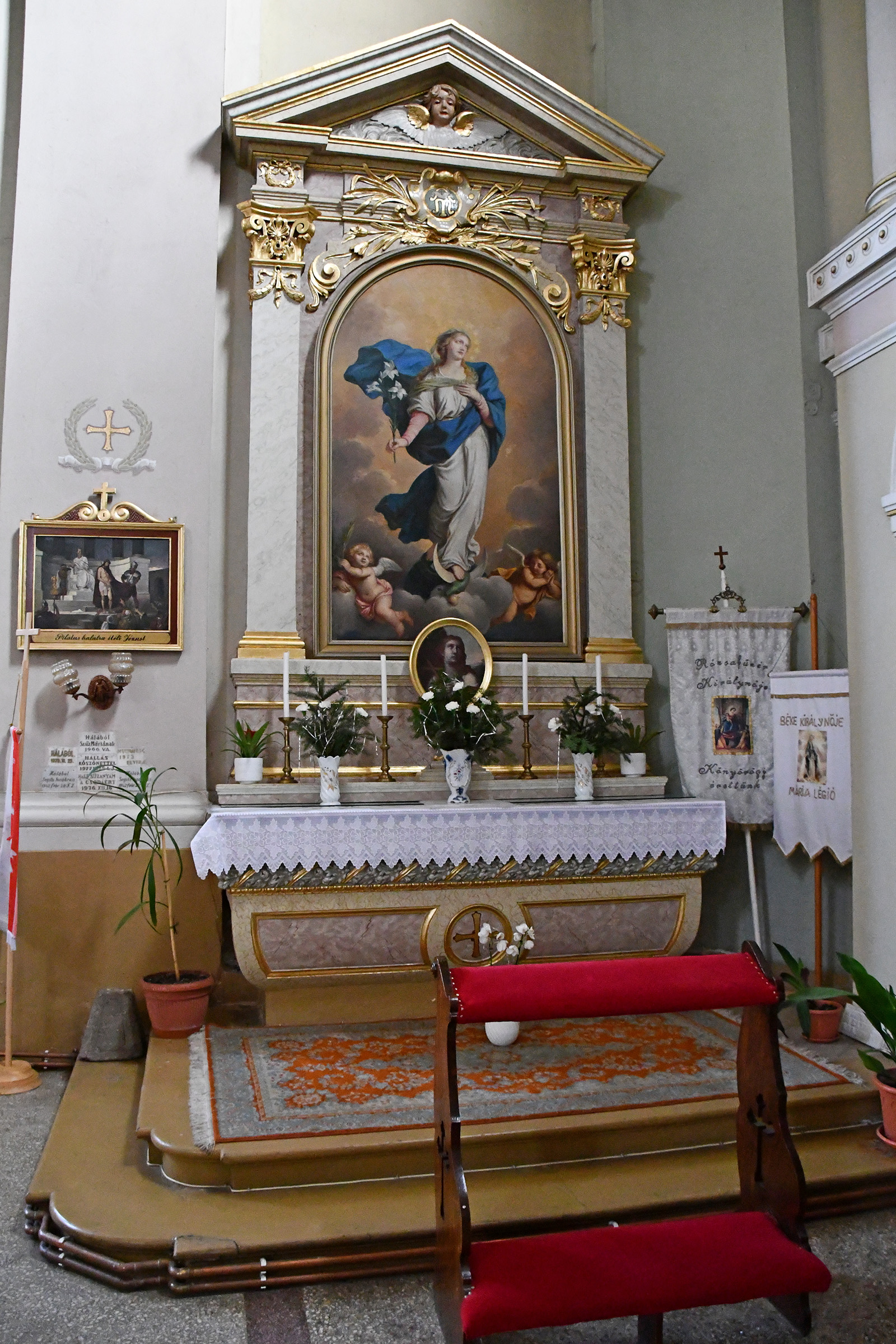
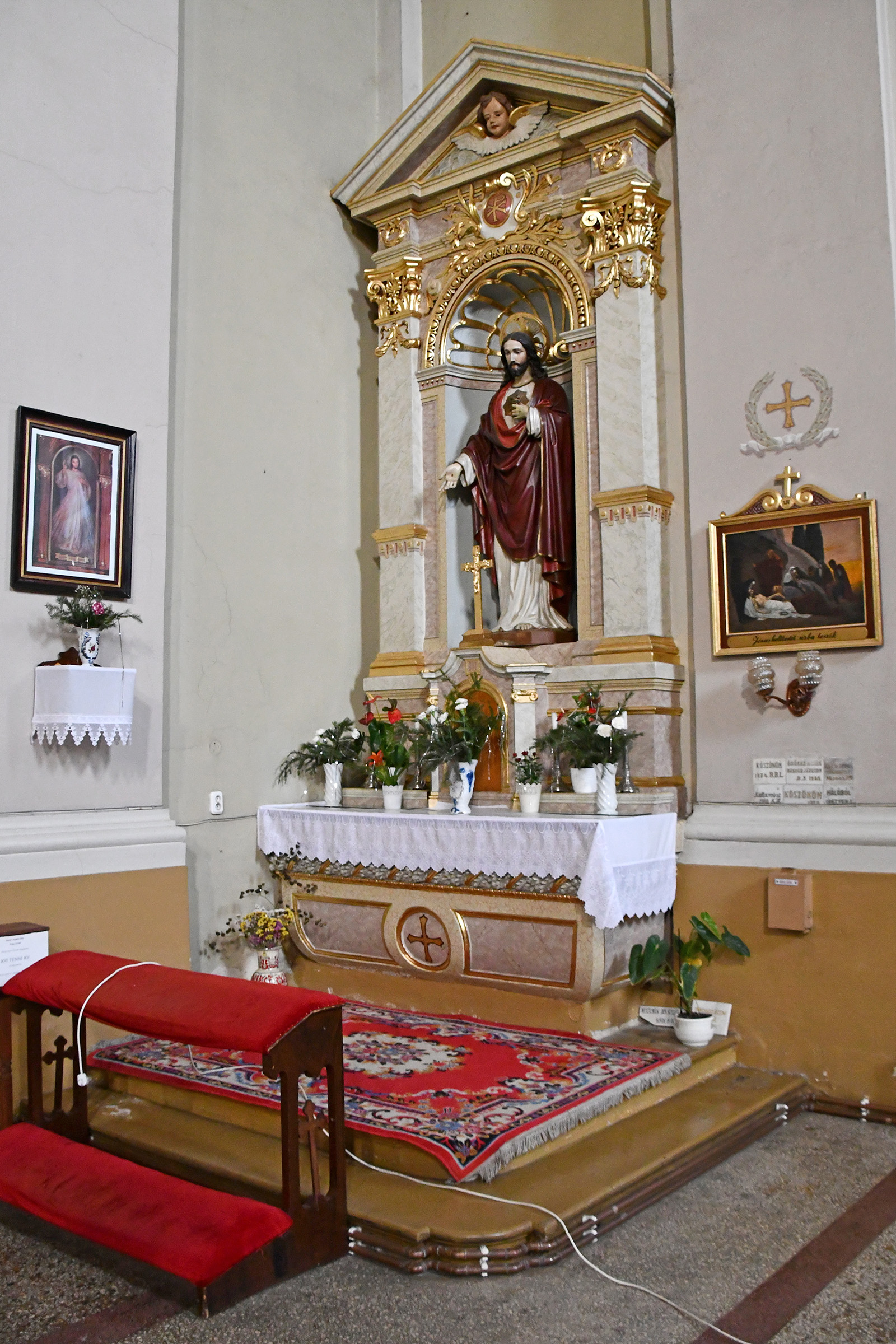
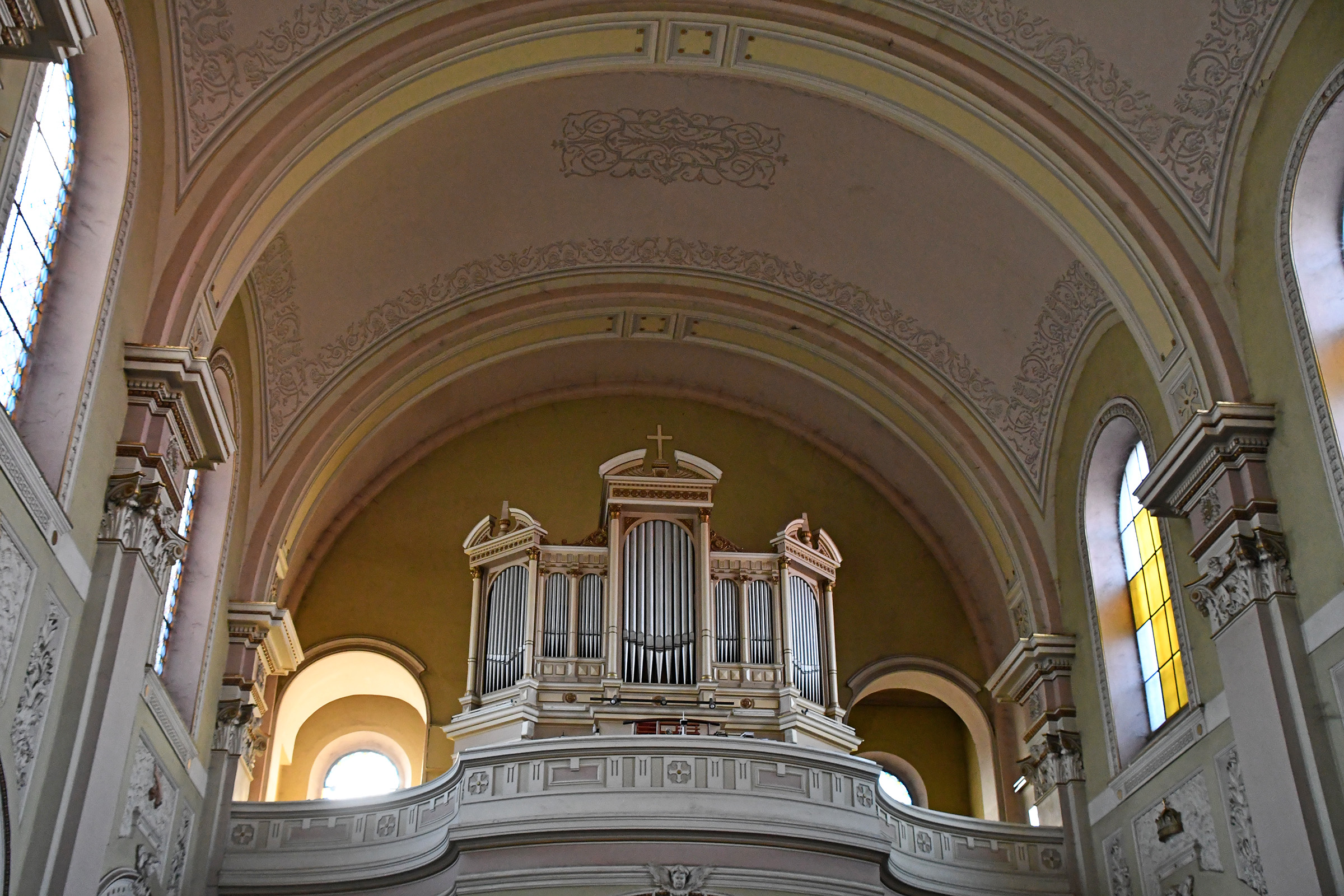
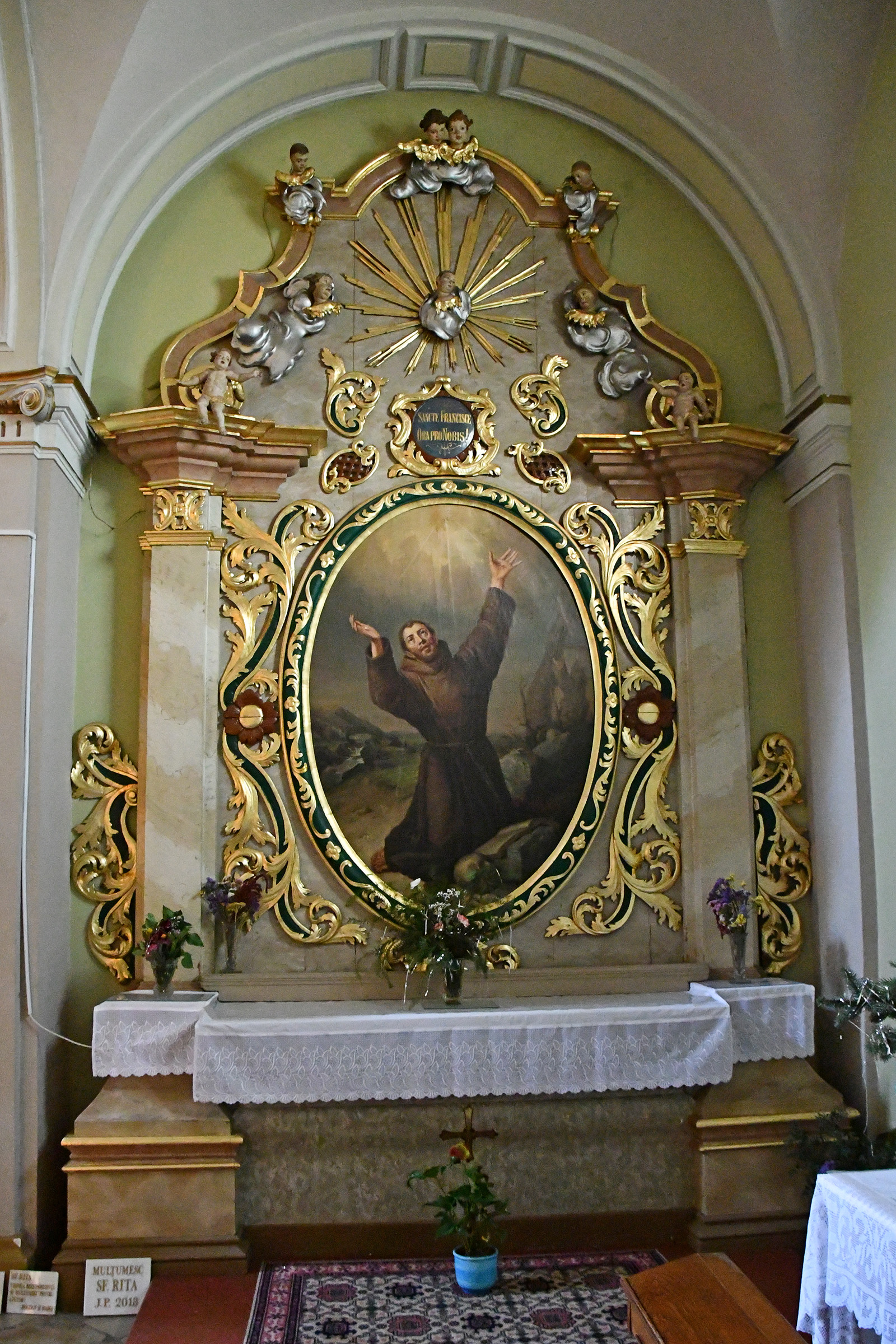
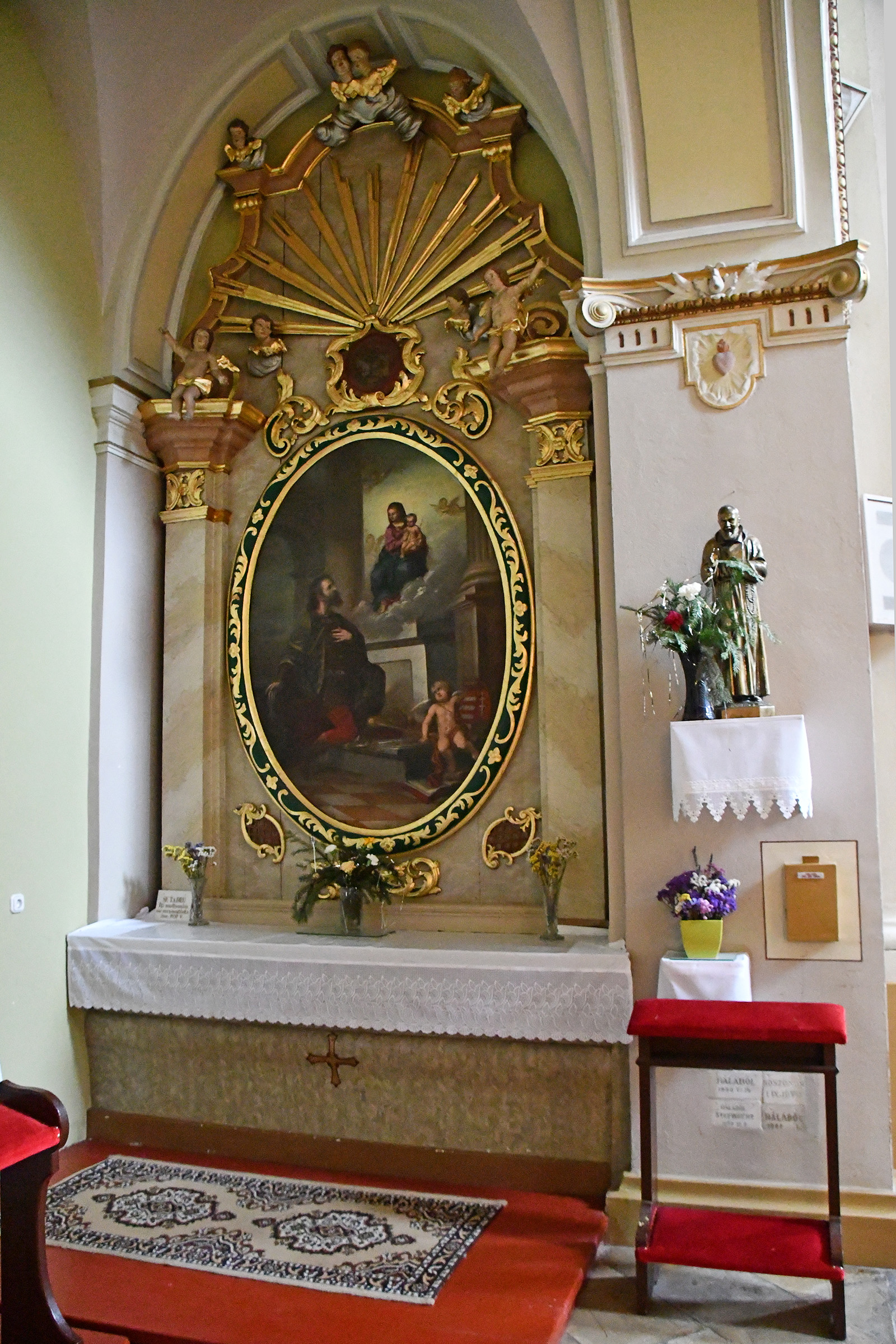
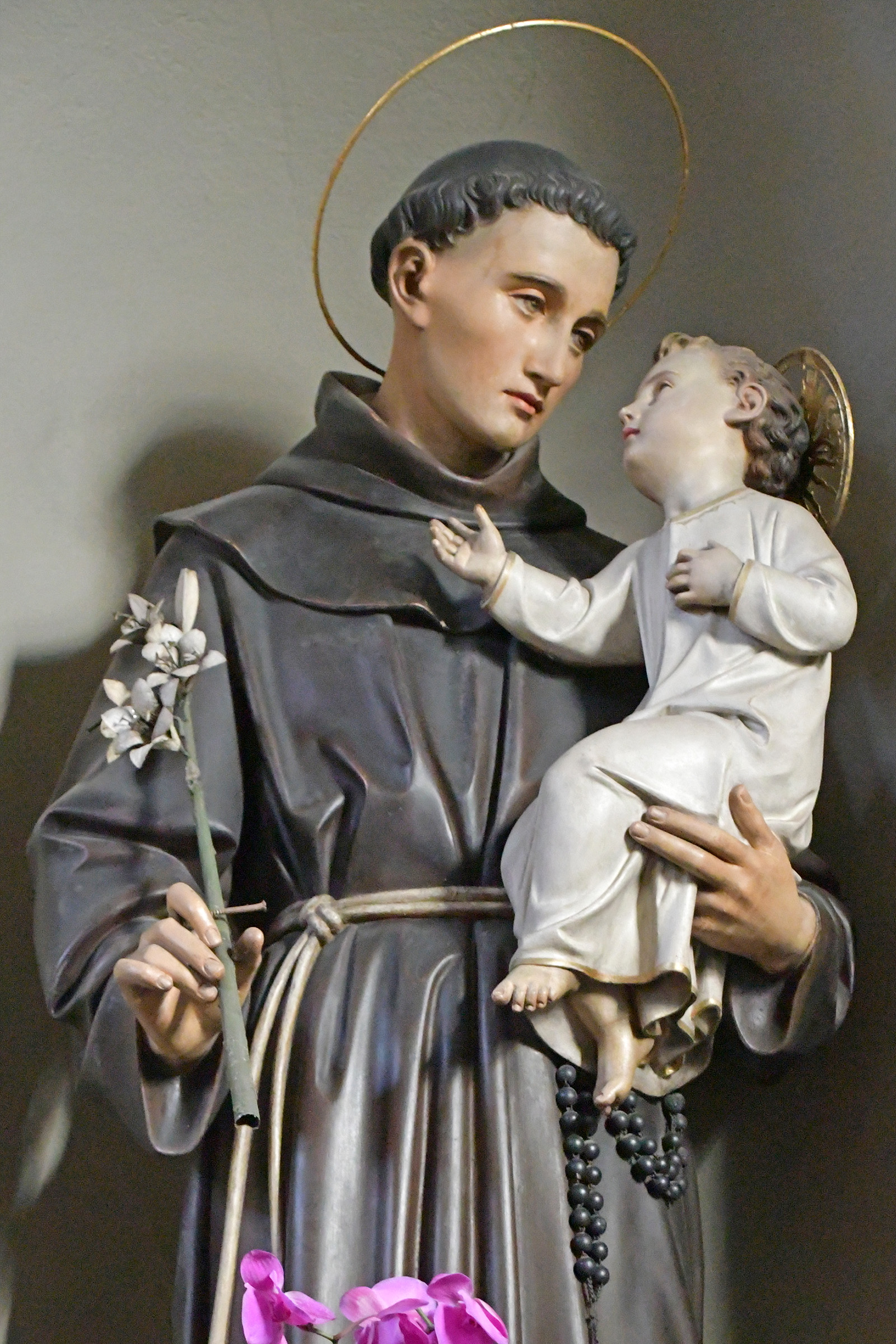